# ポポ (曲)
「ポポ」は、日本の音楽ユニットである電気グルーヴの楽曲。
1994年11月2日にKi/oon Sony Recordsより4枚目のシングルとしてリリースされた。5枚目のオリジナル・アルバム『DRAGON』（1994年）からの先行シングルであり、前作「N.O.」（1994年）より9か月ぶりのリリースとなった。作詞は石野卓球およびピエール瀧、作曲は石野が担当、電気グルーヴによるセルフ・プロデュースとなっている。
当時瀧がレギュラー出演していたフジテレビ系子供番組『ポンキッキーズ』（1993年 - 2018年）の「P-kiesメロディ」として使用された。同番組では蒸気機関車を題材とした映像とともに放送されたが、石野はアシッドをテーマにした歌詞であると述べている。
オリコンチャートでは最高位12位となった。

## 制作
本作は当時のライブにおけるピエール瀧の定番曲であり、オムニバス・アルバム『DRILL KING ANTHOLOGY』（1994年）に収録された楽曲である「力医師」をサンプリングして制作された。ただし『DRILL KING ANTHOLOGY』収録のバージョンからではなく、作曲合宿中に撮影されたVTRからの引用であり、VTR中で瀧が「ポポ〜!」と奇声を発していたところから発想を広げ、本作が誕生することとなった。同VTRは電気グルーヴがマンスリー司会を務めたテレビ朝日系音楽番組『VIDEO JAM』（1986年 - 1997年）にて放送されたほか、シングル「誰だ! (Radio Edit)」（1996年）のミュージック・ビデオに収録されている。また瀧が発した「ポーポーかもー」という音声が同VTRから抜き出され、本作の間奏部分にて使用されている。石野卓球は間奏中に奇妙な音声が入ることを電気グルーヴの黄金パターンであると述べている。

## メディアでの使用と歌詞のテーマ
フジテレビ系子供番組『ポンキッキーズ』（1993年 - 2018年）に瀧が出演していたことから、本作は同番組で使用されることが決定した。しかし歌入れ前日になっても歌詞が完成せず、石野は瀧に電話した後に自宅を訪ねて作詞を行った。番組内で使用された映像には蒸気機関車が登場するため「汽車の歌」として認知されていることが多いが、石野はアシッドをテーマにした歌詞であると述べた上で「子供番組でアシッドはイイんじゃないかって」とコメントしており、瀧は「情操教育のためにな」と笑いながらコメントしている。また歌詞中に登場する「SL」は「LSD」を捩ったのではないかという指摘もなされている。
瀧は「子供に聴かせたら面白いかも」と思って依頼を引き受けたと述べ、石野は「珍しく瀧が持ってきたイイ仕事」と述べたものの、石野は「子供ってもっとフザけたのが好きじゃん」と指摘した上で同番組としてはハズレの曲であったと述べている。

## チャート成績
本作はオリコンチャートにおいて最高位12位、登場回数は6回、売り上げ枚数は7万枚となった。本作の売り上げ枚数は電気グルーヴのシングル売上ランキングにおいて3位となっている。

## 別バージョン
本作はシングルとアルバムで異なるバージョンが制作されており、シングルでは「Radio Edit」、アルバムでは「Dubbing You Mix」という副題が付けられている。石野はシングルバージョンが「Radio Edit」であるにも拘わらず5分以上あることを指摘、瀧は通常ラジオでは5分以上曲が放送されることはないと指摘している。
ソロワーク集「PARKING」付録の8cmCDに「ポポ(毛糸の帽子Mix)」が収録されている。

## シングル収録曲
| #         | タイトル                                            | 作詞                 | 作曲       | 時間  |
| --------- | --------------------------------------------------- | -------------------- | ---------- | ----- |
| 1.        | 「ポポ」(Radio edit)                                | 石野卓球、ピエール瀧 | 石野卓球   | 5:25  |
| 2.        | 「カフェ・ド・鬼〜望郷編〜」(クレーターニキビ面mix) | 石野卓球、ピエール瀧 | 石野卓球   | 5:02  |
| 3.        | 「ムジナII」                                        |                      | 電気GROOVE | 2:06  |
| 合計時間: | 合計時間:                                           | 合計時間:            | 合計時間:  | 12:33 |